# Ostrówek (Otwock)
Pour les articles homonymes, voir Ostrówek.
Ostrówek (prononciation : [ɔsˈtruvɛk]) est un village polonais de la gmina de Karczew dans le powiat d'Otwock de la voïvodie de Mazovie dans le centre-est de la Pologne.
Il se situe à environ 10 kilomètres au sud de Karczew (siège de la gmina), 14 kilomètres au sud d'Otwock (siège du powiat) et à 30 kilomètres au sud-est de Varsovie (capitale de la Pologne).
Le village compte approximativement une population de 160 habitants.

## Histoire
De 1975 à 1998, le village appartenait administrativement à la voïvodie de Varsovie.